# Plaza de América
La Plaza de América è una piazza di Siviglia. Si trova nella zona del Parco di María Luisa, ed è fiancheggiata ai lati da tre padiglioni, costruiti da Aníbal González tra il 1913 e il 1916 per l'esposizione iberoamericana di Siviglia del 1929, che attualmente ospitano dei musei: il Museo de Artes y Costumbres Populares (di stile mudéjar), il Museo Archeologico (di stile rinascimentale) e il Pabellón Real (di stile gotico); di tale esposizione questi tre edifici furono sicuramente i più importanti. Il resto della piazza è caratterizzato da un ampio spazio immerso nel verde, con al centro una grande fontana.